# Aulonemia
Aulonemia  Goudot é um género botânico pertencente à família Poaceae, subfamília Bambusoideae, tribo Bambuseae.
O gênero apresenta aproximadamente 40 espécies. Ocorrem na América do Norte (México), América do Sul e Costa Rica.

## Sinônimo
- Matudacalamus F.Maek.

## Principais espécies
- Aulonemia cingulata McClure et L. B. Sm.
- Aulonemia fulgor Soderstr.
- Aulonemia intermedia McClure et L. B. Sm.
- Aulonemia jauaensis Judz. & Davidse
- Aulonemia longiaristata L. G. Clark et Londoño
- Aulonemia pumila L. G. Clark et Londoño
- Aulonemia robusta L. G. Clark et Londoño
- «PPP-Index Lista de espécies»